# アフタンディル・クルツィゼ
アフタンディル・クルツィゼ（Avtandil Khurtsidze、グルジア語: ავთანდილ ხურციძე、1979年5月2日 - ）は、ジョージアの元プロボクサー。クタイシ出身。元WBO世界ミドル級暫定王者。

## 来歴
2008年3月23日、K2プロモーションズ・ウクライナと契約を結んだ。
2009年7月18日、オデッサのスポート・パレスにてジャーメル・バグヒと対戦、5回終了時バグヒの棄権によりWBAインターコンチネンタル王座の3度目の防衛に成功した。
2009年11月20日、チェルカースィのブディヴェルニクにてクバンニチ・トイゴンバイェフと対戦、8回2分43秒負傷判定勝ちを収めEBA王座は初防衛、WBAインターコンチネンタル王座の4度目の防衛に成功した。
2010年10月30日、パリのパレ・デ・スポール・ポルト・ド・ヴェルサイユにてハッサン・ヌダム・ヌジカムとWBA世界ミドル級暫定王座決定戦を行い、12回0-3（111-117、2者が114-115）の判定負けを喫し王座獲得に失敗した。
2011年3月13日、トビリシのスポート・パレスにてマリウス・センドロウスキーとIBO世界ミドル級王座決定戦を行い、12回3-0（117-111、120-108、116-112）の判定勝ちを収め王座を獲得した。
2011年6月11日、キエフのスポート・パレスにてディオニシオ・ミランダと対戦し、1回2分37秒KO勝ちを収め初防衛に成功した。
2011年12月18日、ザポリージャのスポート・パレス・ユノストにてオッシー・デュランとWBC世界ミドル級シルバー王座決定戦を行い、12回2-0（114-113、114-114、115-113）の判定勝ちを収め王座を獲得した。翌2012年11月29日、ディベイラ・エンターテイメントと契約を結んだ。
2014年10月30日、フロリダ州ハリウッドのフロレンティン・ガーデンズにてエディー・ハンターとスーパーミドル級8回戦を行い、5回2分13秒TKO勝ち。
2017年4月22日、レスターのレスター・アリーナにてWBO世界ミドル級王者ビリー・ジョー・ソーンダースの不活動に伴うWBO世界ミドル級暫定王座決定戦をWBO世界ミドル級3位のトミー・ラングフォードと行い、5回27秒TKO勝ちを収め王座を獲得し試合後同年7月8日、ロンドンのカッパー・ボックスでビリー・ジョー・ソーンダースとの王座統一戦を行う事が発表された。
2017年6月8日、ロシアン・マフィアの犯罪組織「シュラヤ・エンタープライズ」の構成員としてRICO法適用で逮捕され、暫定王座を14日付で剥奪された。その後、懲役10年の刑を言い渡された。
2021年9月、連邦刑務所から釈放された。

## 獲得タイトル
- EBAミドル級王座
- WBAインターコンチネンタルミドル級王座
- IBO世界ミドル級王座
- WBC世界ミドル級シルバー王座
- WBO世界ミドル級暫定王座（防衛0=剥奪）